# Anatoly Stepanovstadion
Het Anatoly Stepanov Stadion in Toljatti in de oblast Samara in Rusland is in de zomer een motorcircuit voor speedway en in de winter een ijsbaan voor ijsspeedway. Het stadion is geopend in 1963. 

## IJsspeedway wedstrijden
Internationale kampioenschappen
- 2010 - WK Grand Prix individueel
- 2011 - WK Grand Prix individueel
- 2011 - EK individueel
- 2012 - WK landenteams
- 2013 - WK Grand Prix individueel
- 2014 - WK landenteams
- 2015 - WK Grand Prix individueel
- 2016 - WK landenteams
- 2017 - WK Grand Prix individueel
- 2018 - WK Grand Prix individueel
- 2019 - WK landenteams